# 프리드리히 올브리히트
프리드리히 올브리히트(Friedrich Olbricht, 1888년 10월 4일 ~ 1944년 7월 21일)는 독일의 장군으로, 1944년 7월 20일 동프로이센의 볼프스샨체 (Wolfsschanze)에서 벌어진 히틀러 암살 시도에 참여하였다.

## 생애
올브리히트는 1888년, 작센 왕국의 바우첸 (Bautzen)에서 수학 교수의 아들로 태어났다. 아비투어에 합격한 후, 1907년 독일 육군에 들어가, 라이프치히의 제106 보병 연대에서 사관후보생이 되었다. 제1차 세계 대전에 참전하였으며, 전후인 1919년 베르사유 조약으로 축소된 독일 육군에 대위로 남았다. 1926년 독일 국방부 외국군과 과장이 되었고, 1933년 드레스덴의 사단에서 참모장, 1935년 드레스덴 제4군단 참모장, 1938년 제24 보병 사단장에 임명되었다.
제2차 세계 대전이 발발한 1939년 9월, 사단을 이끌고 폴란드 침공에 참전하여, 기사 철십자장을 수상하였다. 다음 해에는 보병 대장으로 승진하였고, 독일 육군 총사령부 일반 육군 국장에 임명되었다. 1943년 독일 국방군 최고 사령부 국방 예비 국장이 되었다. 루트비히 베크 전 참모총장, 카를 괴르델러 (Carl Goerdeler), 헤닝 폰 트레슈코프 (Henning Tresckow) 소장을 중심으로 하는 반 (反) 히틀러 세력에 참가하여, 히틀러 암살 계획에 참가하였다. 1943년 7월 20일 음모의 실행 역할을 맡은 클라우스 폰 슈타우펜베르크 대령을 자신의 부국원으로 삼았으며, 1944년 7월 20일 사건 당일, 알브레히트 메르츠 폰 크비른하임과 함께 예비군 (Ersatzheer) 을 조직하는 일을 맡았으나, 암살 계획은 실패하고, 독일 예비 군사령관 프리드리히 프롬 (Fredrich Fromm) 상급 대장의 즉결 재판에 의해, 슈타우펜베르크, 베르너 폰 헤프텐과 함께 베를린의 밴들러블록 (Bendlerblock)의 독일 예비 군사령부 안뜰에서 총살되었다.

## 매체에서의 묘사
- 마이클 번 (Michael Byrne) 이 1990년 미국의 텔레비전 영화 히틀러 살해 음모 (The Plot to Kill Hitler)에서 올브리히트를 연기하였다.
- 빌 나이 (Bill Nighy) 가 2008년 미국의 영화 작전명 발키리 (Valkyire)에서 올브리히트를 연기하였다.